# BMW R42
La BMW R42 è una motocicletta da strada prodotta dalla casa tedesca BMW Motorrad dal 1926 al 1928.

## Storia del progetto
La R42 fu la seconda moto progettata dalla BMW, andando a sostituire la R32. Su questa moto la BMW introdusse il principio di modularità, difatti la R42 condivideva con la versione sportiva, la R47, il telaio e la scatola del cambio, differenziandosi solo nel blocco motore
La R42 fu presentata a Berlino il 26 novembre 1925. Il lancio sul mercato avvenne l'anno successivo. Il suo prezzo di vendita nel 1927 era di 1.510 Reichsmark, 700 meno della R32. La produzione, terminata nel 1928, fu di 6.502 esemplari.
Fu sostituita dalla R52.